# ヤン・クラースゾーン・リートスホーフ
ヤン・クラースゾーン・リートスホーフ（Jan Claesz. Rietschoof、1652年5月21日（洗礼日）- 1719年11月3日）は、オランダの画家、版画の下絵画家である。海洋画を描いた。

## 略歴
オランダ西部の港町ホールンで生まれた。ホールンの肖像画アブラハム・リーツ(Abraham Liedts: 1604/1605-1668)に学んだ後、海洋画家のルドルフ・バックホイゼン(1630-1708)に学んだ。バックホイゼンの影響を受けて、海洋画を描くようになった。
1676年1月にホールンでアムステルダム出身の未亡人と結婚した。息子のヘンドリク・リートスホーフ(Hendrik Rietschoof: 1678-1746)も海洋画家になった。
ヤン・クラースゾーン・リートスホーフの作品はアムステルダム国立美術館やアムステルダム海洋博物館(Het Scheepvaartmuseum)、ホールンの博物館(Westfries Museum)、イギリスのグリニッジ王立博物館(Royal Museums Greenwich)などに収蔵されている。

## 作品

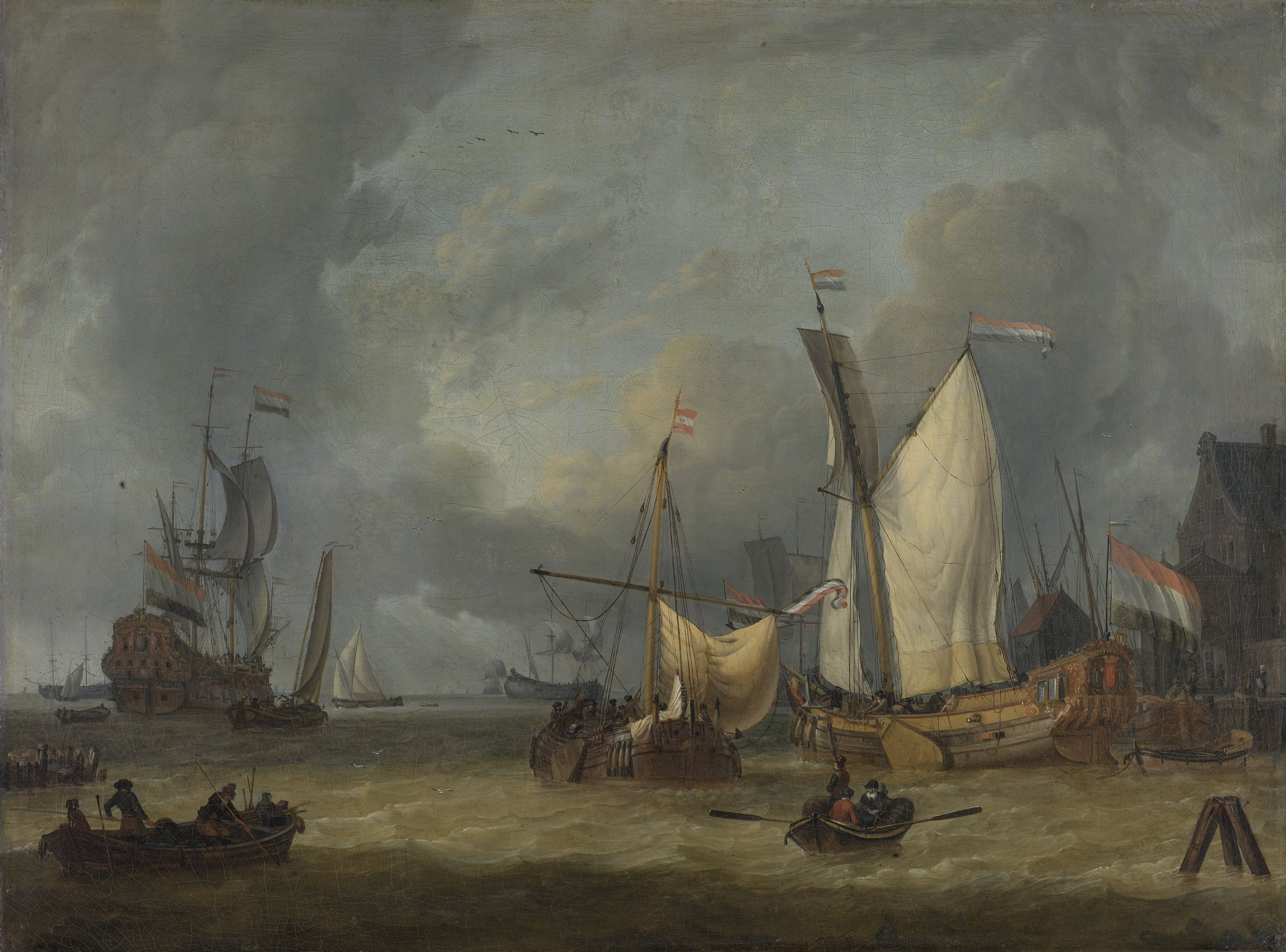
強風の港に停泊する船 アムステルダム国立美術館
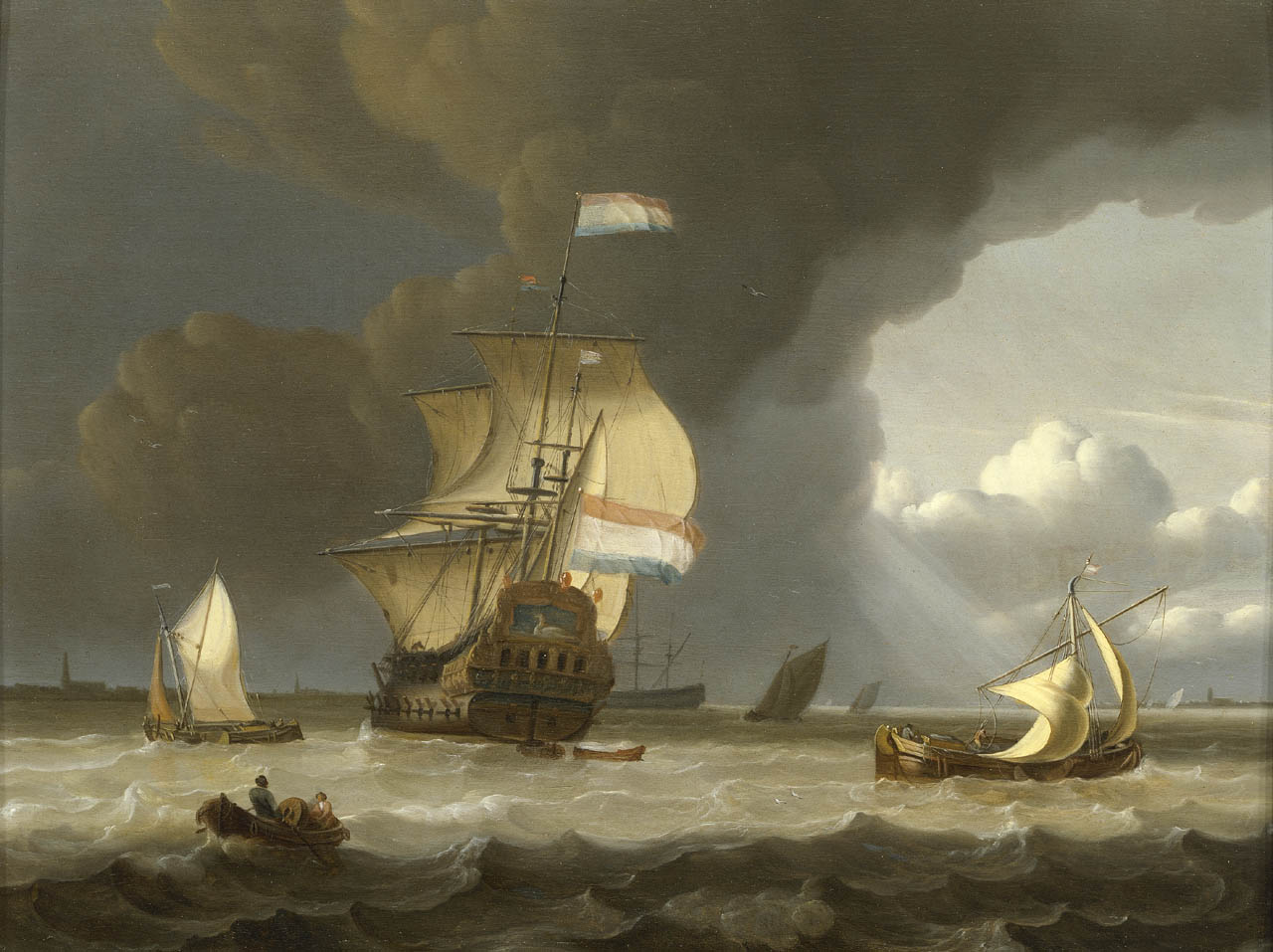
スヘルデ川の河口の船 (c.1675) National Maritime Museum
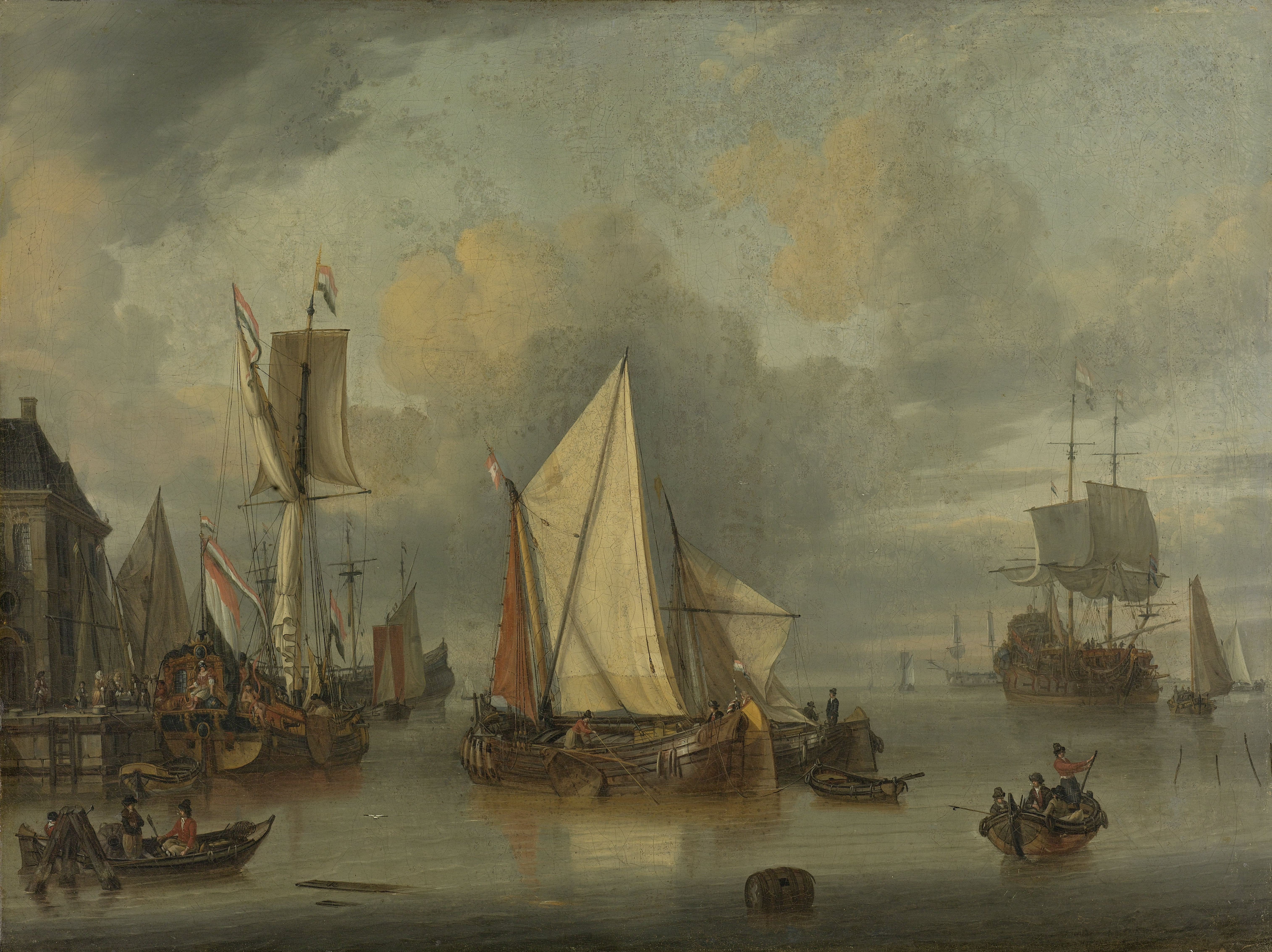
穏やかな港の船 アムステルダム国立美術館